# Trogolegnum
Trogolegnum is een geslacht van vlinders uit de onderfamilie Smerinthinae van de familie pijlstaarten (Sphingidae).

## Soorten
- Trogolegnum pseudambulyx (Boisduval, 1875)